# Aleurotrachelus limbatus
Aleurotrachelus limbatus là một loài côn trùng cánh nửa trong họ Aleyrodidae, phân họ Aleyrodinae.
Aleurotrachelus limbatus được Maskell miêu tả khoa học đầu tiên năm 1896.